# Chapparadahalli, Piriyapatna
Chapparadahalli là một làng thuộc tehsil Piriyapatna, huyện Mysore, bang Karnataka, Ấn Độ.